# Campeonato Europeo de Baloncesto Femenino de 2021
El XXXVIII Campeonato Europeo de Baloncesto Femenino se celebró conjuntamente en Francia y España entre el 17 y el 27 de junio de 2021 bajo la denominación EuroBasket Femenino 2021. El evento fue organizado por la Confederación Europea de Baloncesto (FIBA Europa), la Federación Francesa de Baloncesto y la Federación Española de Baloncesto.
Un total de dieciséis selecciones nacionales afiliadas a FIBA Europa compitieron por el título europeo, cuyo anterior portador era el equipo de España, vencedor del EuroBasket 2019. 
La selección de Serbia conquistó su segundo título europeo al derrotar en la final al equipo de Francia con un marcador de 54-63. En el partido por el tercer puesto el conjunto de Bélgica venció al de Bielorrusia.

## Sedes
| Valencia Estrasburgo                       |                                            |
| Valencia · España                          | Estrasburgo Francia                        |
| Pabellón Fuente de San Luis                | Rhénus Sport                               |
| Capacidad: 9000                            | Capacidad: 6200                            |
| Fase de grupos (Grupos A y B) y Fase Final | Fase de grupos (Grupos C y D) y Fase Final |
|                                            |                                            |

### Candidaturas
El 18 de abril de 2019, FIBA Europa anunció que había recibido candidaturas de cuatro países para celebrar la competición, que sería celebrada de manera conjunta en dos países: 
- España /  Francia.
- Suecia /  Ucrania.

En su reunión del comité central el 15 de julio de 2019, se anunció que se habían elegido a Francia y España como anfitriones del evento. Inicialmente, Francia iba a contar con dos sedes: el Palais des Sports de Gerland en Lyon y  el AccorHotels Arena en París, que acogería además la fase final. Sin embargo, el 11 de mayo de 2020, se anunció que sería el Pabellón Fuente de San Luis de Valencia, España, el que acogería dos grupos de la fase de grupos, así como la fase final.  El 18 de septiembre de 2020, se anunció finalmente que el Rhénus Sport de Estrasburgo sería la sede francesa, acogiendo los grupos de la fase de grupos, así como su clasificación a cuartos de final. 

## Equipos clasificados
| Equipo               | Método de clasificación        | Fecha de clasificación  | Participaciones | Última | Mejor resultado          |
| -------------------- | ------------------------------ | ----------------------- | --------------- | ------ | ------------------------ |
| España               | Países anfitriones             | 15 de junio de 2019     | 20              | 2019   | (1993, 2013, 2017, 2019) |
| Francia              | Países anfitriones             | 15 de junio de 2019     | 32              | 2019   | (2001, 2009)             |
| Bélgica              | Ganadora del Grupo G           | 14 de noviembre de 2020 | 12              | 2019   | (2017)                   |
| Serbia               | Ganadora del Grupo E           | 11 de diciembre de 2020 | 5               | 2019   | (2015)                   |
| Suecia               | Ganadora del Grupo B           | 11 de diciembre de 2020 | 7               | 2019   | 6º lugar (2019)          |
| Bosnia y Herzegovina | Top 5 de segundos clasificados | 4 de febrero de 2021    | 2               | 1999   | 10º lugar (1999)         |
| Croacia              | Ganadora del Grupo I           | 4 de febrero de 2021    | 6               | 2015   | 5º lugar (2011)          |
| Eslovenia            | Ganadora del Grupo A           | 4 de febrero de 2021    | 2               | 2019   | 10º lugar (2019)         |
| Bielorrusia          | Ganadora del Grupo F           | 6 de febrero de 2021    | 7               | 2019   | (2007)                   |
| República Checa      | Ganadora del Grupo D           | 6 de febrero de 2021    | 13              | 2019   | (2005)                   |
| Rusia                | Ganadora del Grupo C           | 6 de febrero de 2021    | 14              | 2019   | (2003, 2007, 2011)       |
| Eslovaquia           | Ganadora del Grupo H           | 6 de febrero de 2021    | 11              | 2017   | (1997)                   |
| Montenegro           | Top 5 de segundos clasificados | 6 de febrero de 2021    | 5               | 2019   | 6º lugar (2011)          |
| Italia               | Top 5 de segundos clasificados | 6 de febrero de 2021    | 32              | 2019   | (1938)                   |
| Turquía              | Top 5 de segundos clasificados | 6 de febrero de 2021    | 8               | 2019   | (2011)                   |
| Grecia               | Top 5 de segundos clasificados | 6 de febrero de 2021    | 8               | 2017   | 4º lugar (2017)          |

### Sorteo de grupos
Los bombos para el sorteo se dividieron en base a los resultados tanto del anterior EuroBasket como de los clasificatorios, y se anunciaron el 2 de marzo de 2021: 
| Bombo 1 |
| ------- |
| España  |
| Francia |
| Serbia  |
| Bélgica |

| Bombo 2   |
| --------- |
| Suecia    |
| Rusia     |
| Eslovenia |
| Italia    |

| Bombo 3         |
| --------------- |
| Bielorrusia     |
| República Checa |
| Montenegro      |
| Turquía         |

| Bombo 4              |
| -------------------- |
| Eslovaquia           |
| Croacia              |
| Bosnia y Herzegovina |
| Grecia               |

El sorteo de grupos tuvo lugar el 8 de marzo de 2021 en el Auditorio Santiago Grisolia de la Ciudad de las Artes y las Ciencias en Valencia (España). España y Francia, como anfitriones, pudieron elegir una federación asociada. Francia eligió a Bélgica, aunque jugarían en diferentes grupos al pertenecer ambos al mismo bombo; mientras que Espsña eligió a Eslovaquia, y jugarían en el mismo grupo. 
| Grupo A     | Grupo B    | Grupo C              | Grupo D         |
| ----------- | ---------- | -------------------- | --------------- |
| Bielorrusia | Grecia     | Bélgica              | Croacia         |
| Eslovaquia  | Italia     | Bosnia y Herzegovina | Francia         |
| España      | Montenegro | Eslovenia            | República Checa |
| Suecia      | Serbia     | Turquía              | Rusia           |

## Primera fase
- Todos los partidos en la hora local de España/Francia (UTC+2).

El primero de cada grupo pasa directamente a los cuartos de final, el segundo y tercero disputan previamente un partido de clasificación.

### Grupo A
| Pos. | Equipo      | PJ | G | P | PF  | PC  | DP  | Pts | Clasificación                    |
| ---- | ----------- | -- | - | - | --- | --- | --- | --- | -------------------------------- |
| 1    | Bielorrusia | 3  | 2 | 1 | 185 | 163 | +22 | 5   | Cuartos de final                 |
| 2    | España (H)  | 3  | 2 | 1 | 220 | 169 | +51 | 5   | Clasificación a cuartos de final |
| 3    | Suecia      | 3  | 1 | 2 | 183 | 211 | −28 | 4   | Clasificación a cuartos de final |
| 4    | Eslovaquia  | 3  | 1 | 2 | 176 | 221 | −45 | 4   |                                  |

 Fuente: FIBA
Criterios de clasificación: 1) Puntos; 2) Enfrentamientos directos; 3) Diferencia global de puntos; 4) Puntos anotados.
Notas:
1. 1 2  Bielorrusia 53–51 España
2. 1 2  Suecia 74–57 Eslovaquia

Jornada 1
| 17 de junio de 2021 | Suecia                                                                                 | 74–57                                | Eslovaquia                                                    | Valencia                                                                                 |  |
| 12:00               | Parciales: 20–11, 13–13, 25–6, 16–27                                                   | Parciales: 20–11, 13–13, 25–6, 16–27 | Parciales: 20–11, 13–13, 25–6, 16–27                          |                                                                                          |  |
|                     | Estadísticas F. Eldebrink 17 A. Nyström 7 F. Eldebrink, E. Eldebrink 7 F. Eldebrink 20 | Reporte Pts Reb Asts Val             | Estadísticas 17 Jakubcová 8 Jakubcová 7 Dudášová 22 Jakubcová | Pabellón: Pabellón Fuente de San Luis Árbitros: Elena Chernova Blaž Zupančič Mila Čavara |  |

| 17 de junio de 2021 | Bielorrusia                                          | 53–51                               | España                                                       | Valencia |  |
| 21:00               | Parciales: 14–9, 7–13, 14–11, 18–18                  | Parciales: 14–9, 7–13, 14–11, 18–18 | Parciales: 14–9, 7–13, 14–11, 18–18                          | |  |
|                     | Estadísticas Papova 19 Papova 13 Bentley 4 Papova 27 | Reporte Pts Reb Asts Val            | Estadísticas 15 Ndour 10 Gil 3 Domínguez, Rodríguez 15 Ndour | Pabellón: Pabellón Fuente de San Luis Asistencia: 1042 espectadores Árbitros: Jelena Tomić Geert Jacobs Alexandra-Ioana Stan |  |

Jornada 2
| 18 de junio de 2021 | Eslovaquia                                                   | 58–54                                 | Bielorrusia                                                     | Valencia |  |
| 18:00               | Parciales: 13–14, 15–12, 11–11, 19–17                        | Parciales: 13–14, 15–12, 11–11, 19–17 | Parciales: 13–14, 15–12, 11–11, 19–17                           | |  |
|                     | Estadísticas Jakubcová 16 Oroszová 7 Dudášová 9 Jakubcová 19 | Reporte Pts Reb Asts Val              | Estadísticas 17 Bentley 11 Verameyenka 4 Bentley 20 Verameyenka | Pabellón: Pabellón Fuente de San Luis Asistencia: 447 espectadores Árbitros: Sonia Teixeira Péter Praksch Marion Ortis |  |

| 18 de junio de 2021 | España                                          | 76–55                               | Suecia                                                         | Valencia |  |
| 21:00               | Parciales: 21–9, 26–8, 11–18, 18–20             | Parciales: 21–9, 26–8, 11–18, 18–20 | Parciales: 21–9, 26–8, 11–18, 18–20                            | |  |
|                     | Estadísticas Ndour 22 Ndour 13 Palau 7 Ndour 32 | Reporte Pts Reb Asts Val            | Estadísticas 11 E. Nyström 4 Loyd 5 E. Eldebrink 13 E. Nyström | Pabellón: Pabellón Fuente de San Luis Asistencia: 1503 espectadores Árbitros: Amy Bonner Martin Horozov Blaž Zupančič |  |

Jornada 3
| 20 de junio de 2021 | Suecia                                                                                            | 54–78                                 | Bielorrusia                                                         | Valencia |  |
| 15:00               | Parciales: 18–25, 11–15, 13–17, 12–21                                                             | Parciales: 18–25, 11–15, 13–17, 12–21 | Parciales: 18–25, 11–15, 13–17, 12–21                               | |  |
|                     | Estadísticas F. Eldebrink 13 F. Eldebrink, E. Nyström 6 E. Eldebrink 4 F. Eldebrink, Johansson 12 | Reporte Pts Reb Asts Val              | Estadísticas 20 Bentley 12 Papova 5 Bentley 25 Verameyenka, Bentley | Pabellón: Pabellón Fuente de San Luis Asistencia: 427 espectadores Árbitros: Amy Bonner Jelena Tomić Jan Baloun |  |

| 20 de junio de 2021 | España                                                | 93–61                                 | Eslovaquia                                                               | Valencia |  |
| 21:00               | Parciales: 21–13, 18–19, 25–13, 29–16                 | Parciales: 21–13, 18–19, 25–13, 29–16 | Parciales: 21–13, 18–19, 25–13, 29–16                                    | |  |
|                     | Estadísticas Ouviña 17 Gil 5 Domínguez 5 Domínguez 18 | Reporte Pts Reb Asts Val              | Estadísticas 15 Páleníková 6 Remenárová 4 Oroszová, Dudášová 13 Oroszová | Pabellón: Pabellón Fuente de San Luis Asistencia: 3000 espectadores Árbitros: Wojciech Liszka Thomas Bissuel Mila Čavara |  |

### Grupo B
| Pos. | Equipo     | PJ | G | P | PF  | PC  | DP  | Pts | Clasificación                    |
| ---- | ---------- | -- | - | - | --- | --- | --- | --- | -------------------------------- |
| 1    | Serbia     | 3  | 3 | 0 | 258 | 207 | +51 | 6   | Cuartos de final                 |
| 2    | Italia     | 3  | 2 | 1 | 235 | 214 | +21 | 5   | Clasificación a cuartos de final |
| 3    | Montenegro | 3  | 1 | 2 | 206 | 219 | −13 | 4   | Clasificación a cuartos de final |
| 4    | Grecia     | 3  | 0 | 3 | 173 | 232 | −59 | 3   |                                  |

 Fuente: FIBA
Criterios de clasificación: 1) Puntos; 2) Enfrentamientos directos; 3) Diferencia global de puntos; 4) Puntos anotados.
Jornada 1
| 17 de junio de 2021 | Montenegro                                               | 70–55                                | Grecia                                                                | Valencia |  |
| 15:00               | Parciales: 24–16, 20–13, 13–18, 13–8                     | Parciales: 24–16, 20–13, 13–18, 13–8 | Parciales: 24–16, 20–13, 13–18, 13–8                                  | |  |
|                     | Estadísticas Jovanović 19 Jovanović 8 Mujović 8 Pašić 22 | Reporte Pts Reb Asts Val             | Estadísticas 21 Fasoula 6 Nikolopoulou 7 Nikolopoulou 18 Nikolopoulou | Pabellón: Pabellón Fuente de San Luis Asistencia: 888 espectadores Árbitros: Martin Horozov Wojciech Liszka Péter Praksch |  |

| 17 de junio de 2021 | Serbia                                             | 86–81 TE                                           | Italia                                                 | Valencia |  |
| 18:00               | Parciales: 19–19, 18–20, 15–18, 22–17 (T.E.: 12–7) | Parciales: 19–19, 18–20, 15–18, 22–17 (T.E.: 12–7) | Parciales: 19–19, 18–20, 15–18, 22–17 (T.E.: 12–7)     | |  |
|                     | Estadísticas Vasić 27 Vasić 13 Vasić 7 Vasić 35    | Reporte Pts Reb Asts Val                           | Estadísticas 18 Zandalasini 9 Keys 5 Cubaj 14 Bestagno | Pabellón: Pabellón Fuente de San Luis Asistencia: 509 espectadores Árbitros: Amy Bonner Özlem Yalman Thomas Bissuel |  |

Jornada 2
| 18 de junio de 2021 | Grecia                                                 | 51–85                                | Serbia                                                                   | Valencia                                                                                  |  |
| 12:00               | Parciales: 13–17, 3–22, 21–26, 14–20                   | Parciales: 13–17, 3–22, 21–26, 14–20 | Parciales: 13–17, 3–22, 21–26, 14–20                                     |                                                                                           |  |
|                     | Estadísticas Spanou 10 Fasoula 5 Sotiriou 4 Sotiriou 8 | Reporte Pts Reb Asts Val             | Estadísticas 13 Crvendakić 8 Butulija 3 Jovanović, Dabović 17 Crvendakić | Pabellón: Pabellón Fuente de San Luis Árbitros: Wojciech Liszka Elena Chernova Jan Baloun |  |

| 18 de junio de 2021 | Italia                                                       | 77–61                                | Montenegro                                                   | Valencia |  |
| 15:00               | Parciales: 25–17, 9–10, 25–17, 18–17                         | Parciales: 25–17, 9–10, 25–17, 18–17 | Parciales: 25–17, 9–10, 25–17, 18–17                         | |  |
|                     | Estadísticas Carangelo 13 Cubaj 8 Zandalasini 3 Carangelo 20 | Reporte Pts Reb Asts Val             | Estadísticas 23 Dubljević 7 Dubljević 6 Mujović 25 Dubljević | Pabellón: Pabellón Fuente de San Luis Asistencia: 104 espectadores Árbitros: Özlem Yalman Thomas Bissuel Geert Jacobs |  |

Jornada 3
| 20 de junio de 2021 | Montenegro                                              | 75–87                                 | Serbia                                                     | Valencia |  |
| 12:00               | Parciales: 24–19, 15–26, 19–21, 17–21                   | Parciales: 24–19, 15–26, 19–21, 17–21 | Parciales: 24–19, 15–26, 19–21, 17–21                      | |  |
|                     | Estadísticas Gatling 22 Gatling 6 Mujović 12 Gatling 28 | Reporte Pts Reb Asts Val              | Estadísticas 20 Krajišnik 9 Krajišnik 4 Vasić 28 Krajišnik | Pabellón: Pabellón Fuente de San Luis Asistencia: 937 espectadores Árbitros: Martin Horozov Özlem Yalman Geert Jacobs |  |

| 20 de junio de 2021 | Italia                                               | 77–67                                 | Grecia                                                                | Valencia |  |
| 18:00               | Parciales: 21–13, 20–11, 17–23, 19–20                | Parciales: 21–13, 20–11, 17–23, 19–20 | Parciales: 21–13, 20–11, 17–23, 19–20                                 | |  |
|                     | Estadísticas Penna 13 Cubaj 8 Zandalasini 6 Andrè 16 | Reporte Pts Reb Asts Val              | Estadísticas 23 Stamolamprou 7 Nikolopoulou 6 Nikolopoulou 21 Bosgana | Pabellón: Pabellón Fuente de San Luis Asistencia: 734 espectadores Árbitros: Blaž Zupančič Sonia Teixeira Alexandra-Ioana Stan |  |

### Grupo C
| Pos. | Equipo               | PJ | G | P | PF  | PC  | DP  | Pts | Clasificación                    |
| ---- | -------------------- | -- | - | - | --- | --- | --- | --- | -------------------------------- |
| 1    | Bélgica              | 3  | 2 | 1 | 210 | 188 | +22 | 5   | Cuartos de final                 |
| 2    | Bosnia y Herzegovina | 3  | 2 | 1 | 215 | 200 | +15 | 5   | Clasificación a cuartos de final |
| 3    | Eslovenia            | 3  | 2 | 1 | 220 | 220 | 0   | 5   | Clasificación a cuartos de final |
| 4    | Turquía              | 3  | 0 | 3 | 162 | 199 | −37 | 3   |                                  |

 Fuente: FIBA
Criterios de clasificación: 1) Puntos; 2) Enfrentamientos directos; 3) Diferencia global de puntos; 4) Puntos anotados.
Notas:
1. 1 2 3  Bélgica: 3 pts., +20 DP; Bosnia y Herzegovina: 3 pts., +5 DP; Eslovenia: 3 pts., -25 DP

Jornada 1
| 17 de junio de 2021 | Bosnia y Herzegovina                                  | 70–55                                | Bélgica                                                         | Estrasburgo                                                                                             |  |
| 15:00               | Parciales: 19–11, 11–17, 21–19, 19–8                  | Parciales: 19–11, 11–17, 21–19, 19–8 | Parciales: 19–11, 11–17, 21–19, 19–8                            | |  |
|                     | Estadísticas Knežević 23 Jones 16 Tavić 6 Knežević 29 | Reporte Pts Reb Asts Val             | Estadísticas 24 Meesseman 12 Meesseman 6 Meesseman 34 Meesseman | Pabellón: Rhénus Sport Asistencia: 545 espectadores Árbitros: Viola Györgyi Gatis Saliņš Marek Kúkelčík |  |

| 17 de junio de 2021 | Eslovenia                                      | 72–47                                | Turquía                                                         | Estrasburgo |  |
| 18:00               | Parciales: 19–16, 17–11, 17–15, 19–5           | Parciales: 19–16, 17–11, 17–15, 19–5 | Parciales: 19–16, 17–11, 17–15, 19–5                            | |  |
|                     | Estadísticas Lisec 17 Evans 9 Oblak 6 Lisec 23 | Reporte Pts Reb Asts Val             | Estadísticas 16 Hollingsworth 5 Tres jugadoras 4 Çakır 10 Çakır | Pabellón: Rhénus Sport Asistencia: 747 espectadores Árbitros: Maj Kazuko Forsberg Andrei Sharapa Marek Kúkelčík |  |

Jornada 2
| 18 de junio de 2021 | Turquía                                            | 54–64                                | Bosnia y Herzegovina                                     | Estrasburgo |  |
| 12:00               | Parciales: 8–17, 18–10, 18–11, 10–26               | Parciales: 8–17, 18–10, 18–11, 10–26 | Parciales: 8–17, 18–10, 18–11, 10–26                     | |  |
|                     | Estadísticas Gülcan 17 Gülcan 14 Çakır 6 Gülcan 27 | Reporte Pts Reb Asts Val             | Estadísticas 22 Jones 15 Jones 3 Tres jugadoras 28 Jones | Pabellón: Rhénus Sport Asistencia: 283 espectadores Árbitros: Maj Kazuko Forsberg Marek Kúkelčík Esperanza Mendoza |  |

| 18 de junio de 2021 | Bélgica                                                       | 92–57                                 | Eslovenia                                                    | Estrasburgo |  |
| 15:00               | Parciales: 25–14, 30–15, 18–15, 19–13                         | Parciales: 25–14, 30–15, 18–15, 19–13 | Parciales: 25–14, 30–15, 18–15, 19–13                        | |  |
|                     | Estadísticas Meesseman 23 Mestdagh 6 Allemand 11 Meesseman 37 | Reporte Pts Reb Asts Val              | Estadísticas 11 Lisec 9 Seničar 3 Oblak, Krošelj 12 Jakovina | Pabellón: Rhénus Sport Asistencia: 743 espectadores Árbitros: Charalampos Karakatsounis Bernard Vasallo Mihkel Männiste |  |

Jornada 3
| 20 de junio de 2021 | Bosnia y Herzegovina                            | 81–91                                 | Eslovenia                                        | Estrasburgo                                                                     |  |
| 12:00               | Parciales: 25–23, 12–31, 21–20, 23–17           | Parciales: 25–23, 12–31, 21–20, 23–17 | Parciales: 25–23, 12–31, 21–20, 23–17            |                                                                                 |  |
|                     | Estadísticas Gajić 28 Gajić 11 Tavić 6 Gajić 37 | Reporte Pts Reb Asts Val              | Estadísticas 22 Lisec 10 Evans 11 Oblak 21 Lisec | Pabellón: Rhénus Sport Árbitros: Gvidas Gedvilas Andrei Sharapa Mihkel Männiste |  |

| 20 de junio de 2021 | Turquía                                                 | 61–63                                 | Bélgica                                                                 | Estrasburgo                                                                                                   |  |
| 15:00               | Parciales: 15–16, 16–25, 14–10, 16–12                   | Parciales: 15–16, 16–25, 14–10, 16–12 | Parciales: 15–16, 16–25, 14–10, 16–12                                   | |  |
|                     | Estadísticas Hollingsworth 16 Bilgiç 8 Çakır 5 Çakır 19 | Reporte Pts Reb Asts Val              | Estadísticas 15 Meesseman 9 Linskens 3 Meesseman, Linskens 22 Meesseman | Pabellón: Rhénus Sport Asistencia: 1253 espectadores Árbitros: Jasmina Juras Radomir Vojinović Marek Kúkelčík |  |

### Grupo D
| Pos. | Equipo          | PJ | G | P | PF  | PC  | DP  | Pts | Clasificación                    |
| ---- | --------------- | -- | - | - | --- | --- | --- | --- | -------------------------------- |
| 1    | Francia (H)     | 3  | 3 | 0 | 261 | 173 | +88 | 6   | Cuartos de final                 |
| 2    | Rusia           | 3  | 2 | 1 | 205 | 216 | −11 | 5   | Clasificación a cuartos de final |
| 3    | Croacia         | 3  | 1 | 2 | 209 | 234 | −25 | 4   | Clasificación a cuartos de final |
| 4    | República Checa | 3  | 0 | 3 | 176 | 228 | −52 | 3   |                                  |

 Fuente: FIBA
Criterios de clasificación: 1) Puntos; 2) Enfrentamientos directos; 3) Diferencia global de puntos; 4) Puntos anotados.
Jornada 1
| 17 de junio de 2021 | Rusia                                                    | 73–69                                 | República Checa                                              | Estrasburgo                                                                                                   |  |
| 12:00               | Parciales: 16–14, 22–19, 22–18, 13–18                    | Parciales: 16–14, 22–19, 22–18, 13–18 | Parciales: 16–14, 22–19, 22–18, 13–18                        | |  |
|                     | Estadísticas Vadeeva 27 Vadeeva 14 Komarova 4 Vadeeva 29 | Reporte Pts Reb Asts Val              | Estadísticas 24 Hanušová 7 Vyoralová 5 Vyoralová 29 Hanušová | Pabellón: Rhénus Sport Asistencia: 304 espectadores Árbitros: Jasmina Juras Radomir Vojinović Andrada Csender |  |

| 17 de junio de 2021 | Francia                                                               | 105–63                                | Croacia                                           | Estrasburgo |  |
| 20:45               | Parciales: 26–25, 24–15, 29–12, 26–11                                 | Parciales: 26–25, 24–15, 29–12, 26–11 | Parciales: 26–25, 24–15, 29–12, 26–11             | |  |
|                     | Estadísticas Miyem 18 Vukosavljević 12 Michel, Duchet 6 Chartereau 20 | Reporte Pts Reb Asts Val              | Estadísticas 12 Tikvić 9 Tikvić 3 Tadić 19 Tikvić | Pabellón: Rhénus Sport Asistencia: 1908 espectadores Árbitros: Apostolos Kalpakas Charalampos Karakatsounis Esperanza Mendoza |  |

Jornada 2
| 18 de junio de 2021 | Croacia                                                     | 62–73                                 | Rusia                                                         | Estrasburgo                                                                                               |  |
| 18:00               | Parciales: 19–22, 14–14, 16–25, 13–12                       | Parciales: 19–22, 14–14, 16–25, 13–12 | Parciales: 19–22, 14–14, 16–25, 13–12                         | |  |
|                     | Estadísticas Dojkić 25 Begić, Cvitković 7 Tadić 3 Dojkić 21 | Reporte Pts Reb Asts Val              | Estadísticas 19 Musina 14 Musina 6 Vadeeva 28 Musina, Vadeeva | Pabellón: Rhénus Sport Asistencia: 1002 espectadores Árbitros: Viola Györgyi Gatis Saliņš Silvia Marziali |  |

| 18 de junio de 2021 | República Checa                                                          | 51–71                                 | Francia                                                     | Estrasburgo |  |
| 20:45               | Parciales: 14–18, 15–14, 12–20, 10–19                                    | Parciales: 14–18, 15–14, 12–20, 10–19 | Parciales: 14–18, 15–14, 12–20, 10–19                       | |  |
|                     | Estadísticas Elhotová 13 Vyoralová 6 Březinová, Vyoralová 3 Březinová 13 | Reporte Pts Reb Asts Val              | Estadísticas 16 Gruda 7 Miyem, Duchet 4 Chartereau 15 Gruda | Pabellón: Rhénus Sport Asistencia: 2200 espectadores Árbitros: Apostolos Kalpakas Jasmina Juras Gvidas Gedvilas |  |

Jornada 3
| 20 de junio de 2021 | República Checa                                               | 56–84                                 | Croacia                                            | Estrasburgo |  |
| 18:00               | Parciales: 22–27, 11–15, 12–30, 11–12                         | Parciales: 22–27, 11–15, 12–30, 11–12 | Parciales: 22–27, 11–15, 12–30, 11–12              | |  |
|                     | Estadísticas Stoupalová 10 Vyoralová 6 Hejdová 4 Stoupalová 9 | Reporte Pts Reb Asts Val              | Estadísticas 24 Dojkić 10 Begić 7 Dojkić 33 Dojkić | Pabellón: Rhénus Sport Asistencia: 1378 espectadores Árbitros: Apostolos Kalpakas Gatis Saliņš Esperanza Mendoza |  |

| 20 de junio de 2021 | Francia                                                     | 85–59                                | Rusia                                                    | Estrasburgo |  |
| 20:45               | Parciales: 14–19, 20–4, 21–25, 30–11                        | Parciales: 14–19, 20–4, 21–25, 30–11 | Parciales: 14–19, 20–4, 21–25, 30–11                     | |  |
|                     | Estadísticas Duchet 12 Vukosavljević 9 Johannès 8 Michel 18 | Reporte Pts Reb Asts Val             | Estadísticas 10 Komarova 10 Musina 6 Levchenko 13 Musina | Pabellón: Rhénus Sport Asistencia: 2752 espectadores Árbitros: Maj Kazuko Forsberg Viola Györgyi Maria Ignatiou |  |

## Fase final
- Todos los partidos en la hora local de España/Francia (UTC+2).

|  | Clasif. a cuartos | Clasif. a cuartos    |                      |         | Cuartos de final | Cuartos de final |             |              | Semifinales  | Semifinales |  |  | Final       | Final       |
|  | 21 de junio       | 21 de junio          |                      |         | 23 de junio      | 23 de junio      |             |              | 26 de junio  | 26 de junio |  |  | 27 de junio | 27 de junio |
|  |                   |                      |                      |         |                  |                  |             |              |              |             |  |  |             |             |
|  |                   |                      |                      |         |                  |                  |             |              |              |             |  |  |             |             |
|  |                   |                      |                      |         |                  |                  |             |              |              |             |  |  |             |             |
|  | Bielorrusia       | 58                   |                      |         |                  |                  |             |              |              |             |  |  |             |             |
|  | Bielorrusia       | 58                   | Italia               | 46      |                  |                  |             |              |              |             |  |  |             |             |
|  |                   | Suecia               | Italia               | 46      | 46               |                  |             |              |              |             |  |  |             |             |
|  | Suecia            | Suecia               | 64                   |         | 46               | Bielorrusia      | 61          |              |              |             |  |  |             |             |
|  | Suecia            |                      | 64                   |         |                  | Bielorrusia      | 61          |              |              |             |  |  |             |             |
|  |                   |                      |                      | Francia | 73               |                  |             |              |              |             |  |  |             |             |
|  | Francia           | 80                   |                      | Francia | 73               |                  |             |              |              |             |  |  |             |             |
|  | Francia           | 80                   | Bosnia y Herzegovina | 80      |                  |                  |             |              |              |             |  |  |             |             |
|  |                   | Bosnia y Herzegovina | Bosnia y Herzegovina | 80      | 67               |                  |             |              |              |             |  |  |             |             |
|  | Croacia           | Bosnia y Herzegovina | 69                   |         | 67               | Francia          | 54          |              |              |             |  |  |             |             |
|  | Croacia           |                      | 69                   |         |                  | Francia          | 54          |              |              |             |  |  |             |             |
|  |                   |                      |                      | Serbia  | 63               |                  |             |              |              |             |  |  |             |             |
|  | Serbia TE         | 71                   |                      | Serbia  | 63               |                  |             |              |              |             |  |  |             |             |
|  | Serbia TE         | 71                   | España               | 75      |                  |                  |             |              |              |             |  |  |             |             |
|  |                   | España               | España               | 75      | 64               |                  |             |              |              |             |  |  |             |             |
|  | Montenegro        | España               | 51                   |         | 64               | Serbia           | 74          | Tercer lugar | Tercer lugar |             |  |  |             |             |
|  | Montenegro        |                      | 51                   |         |                  | Serbia           | 74          | Tercer lugar | Tercer lugar |             |  |  |             |             |
|  |                   |                      |                      | Bélgica | 73               |                  |             |              |              |             |  |  |             |             |
|  | Bélgica           | 85                   |                      | Bélgica | 73               |                  |             |              |              |             |  |  |             |             |
|  | Bélgica           | 85                   | Rusia                | 93      |                  |                  | Bielorrusia | 69           |              |             |  |  |             |             |
|  |                   | Rusia                | Rusia                | 93      | 83               |                  | Bielorrusia | 69           |              |             |  |  |             |             |
|  | Eslovenia         | Rusia                | 75                   |         | 83               | Bélgica          | 77          |              |              |             |  |  |             |             |
|  | Eslovenia         |                      | 75                   |         |                  | Bélgica          | 77          |              |              |             |  |  |             |             |

### Clasificación a cuartos de final
| 21 de junio de 2021 | Bosnia y Herzegovina                               | 80–69                                 | Croacia                                             | Estrasburgo |  |
| 18:00               | Parciales: 19–18, 14–18, 19–14, 28–19              | Parciales: 19–18, 14–18, 19–14, 28–19 | Parciales: 19–18, 14–18, 19–14, 28–19               | |  |
|                     | Estadísticas Jones 24 Jones 17 Knežević 6 Jones 34 | Reporte Pts Reb Asts Val              | Estadísticas 22 Dojkić 9 Begić 5 Slonjšak 18 Dojkić | Pabellón: Rhénus Sport Asistencia: 532 espectadores Árbitros: Maj Kazuko Forsberg Viola Györgyi Gvidas Gedvilas |  |

| 21 de junio de 2021 | Italia                                                          | 46–64                               | Suecia                                                     | Valencia |  |
| 18:00               | Parciales: 11–19, 9–11, 17–15, 9–19                             | Parciales: 11–19, 9–11, 17–15, 9–19 | Parciales: 11–19, 9–11, 17–15, 9–19                        | |  |
|                     | Estadísticas Zandalasini 19 Carangelo 5 Cinili 3 Zandalasini 16 | Reporte Pts Reb Asts Val            | Estadísticas 22 F. Eldebrink 8 Loyd 6 E. Eldebrink 18 Loyd | Pabellón: Pabellón Fuente de San Luis Asistencia: 317 espectadores Árbitros: Martin Horozov Özlem Yalman Geert Jacobs |  |

| 21 de junio de 2021 | Rusia                                                               | 93–75                                 | Eslovenia                                      | Estrasburgo                                                                                                  |  |
| 20:45               | Parciales: 28–13, 21–16, 25–25, 19–21                               | Parciales: 28–13, 21–16, 25–25, 19–21 | Parciales: 28–13, 21–16, 25–25, 19–21          | |  |
|                     | Estadísticas Komarova 20 Musina 14 Goldyreva, Levchenko 7 Musina 28 | Reporte Pts Reb Asts Val              | Estadísticas 21 Evans 8 Evans 7 Oblak 27 Evans | Pabellón: Rhénus Sport Asistencia: 748 espectadores Árbitros: Apostolos Kalpakas Gatis Saliņš Marek Kúkelčík |  |

| 21 de junio de 2021 | España                                        | 78–51                                | Montenegro                                                             | Valencia |  |
| 21:00               | Parciales: 26–18, 19–9, 21–14, 12–10          | Parciales: 26–18, 19–9, 21–14, 12–10 | Parciales: 26–18, 19–9, 21–14, 12–10                                   | |  |
|                     | Estadísticas Conde 19 Gil 8 Ouviña 7 Conde 24 | Reporte Pts Reb Asts Val             | Estadísticas 10 Tres jugadoras 6 Pašić, Gatling 3 Dubljević 17 Gatling | Pabellón: Pabellón Fuente de San Luis Asistencia: 2680 espectadores Árbitros: Amy Bonner Wojciech Liszka Thomas Bissuel |  |

### Cuartos de final
| 23 de junio de 2021 | Francia                                                                              | 80–67                                 | Bosnia y Herzegovina                            | Estrasburgo |  |
| 18:00               | Parciales: 18–16, 21–15, 24–16, 17–20                                                | Parciales: 18–16, 21–15, 24–16, 17–20 | Parciales: 18–16, 21–15, 24–16, 17–20           | |  |
|                     | Estadísticas Gruda, Johannès 15 Michel, Williams 6 Tres jugadoras 5 Vukosavljević 16 | Reporte Pts Reb Asts Val              | Estadísticas 29 Jones 24 Jones 5 Tavić 39 Jones | Pabellón: Rhénus Sport Asistencia: 2500 espectadores Árbitros: Apostolos Kalpakas Esperanza Mendoza Andrei Sharapa |  |

| 23 de junio de 2021 | Bielorrusia                                         | 58–46                                | Suecia                                                                     | Estrasburgo                                                                                             |  |
| 18:00               | Parciales: 15–10, 11–4, 19–17, 13–15                | Parciales: 15–10, 11–4, 19–17, 13–15 | Parciales: 15–10, 11–4, 19–17, 13–15                                       | |  |
|                     | Estadísticas Papova 18 Papova 11 Papova 4 Papova 24 | Reporte Pts Reb Asts Val             | Estadísticas 11 F. Eldebrink 9 E. Eldebrink 6 E. Eldebrink 13 E. Eldebrink | Pabellón: Rhénus Sport Asistencia: 486 espectadores Árbitros: Thomas Bissuel Jelena Tomić Blaž Zupančič |  |

| 23 de junio de 2021 | Bélgica                                                       | 85–83                                 | Rusia                                                   | Estrasburgo |  |
| 20:45               | Parciales: 21–20, 22–17, 20–21, 22–25                         | Parciales: 21–20, 22–17, 20–21, 22–25 | Parciales: 21–20, 22–17, 20–21, 22–25                   | |  |
|                     | Estadísticas Meesseman 33 Meesseman 11 Delaere 8 Meesseman 40 | Reporte Pts Reb Asts Val              | Estadísticas 30 Vadeeva 7 Vadeeva 5 Vadeeva 35 Vadeeeva | Pabellón: Rhénus Sport Asistencia: 1668 espectadores Árbitros: Maj Kazuko Forsberg Gatis Saliņš Radomir Vojinović |  |

| 23 de junio de 2021 | Serbia                                              | 71–64 TE                                          | España                                                    | Valencia |  |
| 21:00               | Parciales: 13–15, 10–12, 20–16, 19–19 (T.E.: 9–2)   | Parciales: 13–15, 10–12, 20–16, 19–19 (T.E.: 9–2) | Parciales: 13–15, 10–12, 20–16, 19–19 (T.E.: 9–2)         | |  |
|                     | Estadísticas Vasić 19 Jovanović 10 Vasić 4 Vasić 24 | Reporte Pts Reb Asts Val                          | Estadísticas 14 Ouviña 9 Gil 4 Domínguez 15 Ouviña, Ndour | Pabellón: Pabellón Fuente de San Luis Asistencia: 2522 espectadores Árbitros: Amy Bonner Martin Horozov Wojciech Liszka |  |

### Semifinales
| 26 de junio de 2021 | Bielorrusia                                                      | 61–73                                 | Francia                                            | Valencia |  |
| 18:00               | Parciales: 18–20, 12–18, 17–19, 14–16                            | Parciales: 18–20, 12–18, 17–19, 14–16 | Parciales: 18–20, 12–18, 17–19, 14–16              | |  |
|                     | Estadísticas Bentley 23 Verameyenka 13 Tarasava 5 Verameyenka 22 | Reporte Pts Reb Asts Val              | Estadísticas 24 Miyem 10 Gruda 7 Johannès 25 Miyem | Pabellón: Pabellón Fuente de San Luis Asistencia: 1215 espectadores Árbitros: Viola Györgyi Martin Horozov Wojciech Liszka |  |

| 26 de junio de 2021 | Serbia                                          | 74–73                                | Bélgica                                                   | Valencia |  |
| 21:00               | Parciales: 23–17, 9–19, 22–19, 20–18            | Parciales: 23–17, 9–19, 22–19, 20–18 | Parciales: 23–17, 9–19, 22–19, 20–18                      | |  |
|                     | Estadísticas Vasić 16 Vasić 8 Škorić 4 Vasić 18 | Reporte Pts Reb Asts Val             | Estadísticas 18 Allemand 7 Meesseman 8 Delaere 20 Delaere | Pabellón: Pabellón Fuente de San Luis Asistencia: 1425 espectadores Árbitros: Maj Kazuko Forsberg Apostolos Kalpakas Gvidas Gedvilas |  |

### Tercer lugar
| 27 de junio de 2021 | Bielorrusia                                                        | 69–77                                 | Bélgica                                                                   | Valencia |  |
| 18:00               | Parciales: 13–23, 17–17, 19–21, 20–16                              | Parciales: 13–23, 17–17, 19–21, 20–16 | Parciales: 13–23, 17–17, 19–21, 20–16                                     | |  |
|                     | Estadísticas Verameyenka 15 Papova 12 Verameyenka 8 Verameyenka 21 | Reporte Pts Reb Asts Val              | Estadísticas 21 Meesseman 10 Meesseman 5 Meesseman, Allemand 32 Meesseman | Pabellón: Pabellón Fuente de San Luis Asistencia: 1245 espectadores Árbitros: Viola Györgyi Martin Horozov Thomas Bissuel |  |

### Final
| 27 de junio de 2021 | Francia                                                                    | 54–63                                 | Serbia                                                 | Valencia |  |
| 21:00               | Parciales: 11–14, 15–17, 14–17, 14–15                                      | Parciales: 11–14, 15–17, 14–17, 14–15 | Parciales: 11–14, 15–17, 14–17, 14–15                  | |  |
|                     | Estadísticas Vukosavljević 15 Tres jugadoras 5 Williams 5 Vukosavljević 18 | Reporte Pts Reb Asts Val              | Estadísticas 18 Anderson 13 Krajišnik 6 Vasić 20 Vasić | Pabellón: Pabellón Fuente de San Luis Asistencia: 2376 espectadores Árbitros: Maj Kazuko Forsberg Gvidas Gedvilas Wojciech Liszka |  |

### Partidos de clasificación
Clasificatorios al mundial femenino 2022
| 26 de junio de 2021 | Suecia                                                                  | 63–82                                 | Bosnia y Herzegovina                               | Valencia |  |
| 12:00               | Parciales: 10–25, 21–30, 19–11, 13–16                                   | Parciales: 10–25, 21–30, 19–11, 13–16 | Parciales: 10–25, 21–30, 19–11, 13–16              | |  |
|                     | Estadísticas E. Eldebrink 14 Johansson 6 F. Eldebrink 6 E. Eldebrink 12 | Reporte Pts Reb Asts Val              | Estadísticas 34 Jones 19 Jones 7 Knežević 51 Jones | Pabellón: Pabellón Fuente de San Luis Asistencia: 451 espectadores Árbitros: Özlem Yalman Andrei Sharapa Gatis Saliņš |  |

| 26 de junio de 2021 | España                                                   | 74–78                                 | Rusia                                                   | Valencia |  |
| 15:00               | Parciales: 17–12, 16–18, 14–19, 27–29                    | Parciales: 17–12, 16–18, 14–19, 27–29 | Parciales: 17–12, 16–18, 14–19, 27–29                   | |  |
|                     | Estadísticas Cazorla 19 Gil 6 Ouviña 6 Tres jugadoras 16 | Reporte Pts Reb Asts Val              | Estadísticas 20 Musina 10 Vadeeva 9 Levchenko 25 Musina | Pabellón: Pabellón Fuente de San Luis Asistencia: 2719 espectadores Árbitros: Amy Bonner Thomas Bissuel Blaž Zupančič |  |

## Medallero
| Francia | Serbia | Bélgica |
| Valériane Ayayi Alexia Chery Héléna Ciak Alix Duchet Olivia Époupa Sandrine Gruda Marine Johannès Sarah Michel Endéné Miyem Iliana Rupert Diandra Tchatchouang Gabby Williams | Yvonne Anderson Jelena Brooks Dajana Butulija Saša Čađo Aleksandra Crvendakić Ana Dabović Angela Dugalić Maša Janković Nevena Jovanović Tina Krajišnik Maja Škorić Sonja Vasić | Julie Allemand Marjorie Carpréaux Antonia Delaere Serena-Lynn Geldof Kyara Linskens Becky Massey Billie Massey Emma Meesseman Hanne Mestdagh Kim Mestdagh Heleen Nauwelaers Julie Vanloo |

## Estadísticas

### Clasificación general
| Pos.                                              | Equipo               | G-P | PF  | PC  | Dif. | Clasificación                                 |
| ------------------------------------------------- | -------------------- | --- | --- | --- | ---- | --------------------------------------------- |
| Medalla de oro                                    | Serbia               | 6–0 | 466 | 398 | +68  | Torneos Clasificatorios Mundial Femenino 2022 |
| Medalla de plata                                  | Francia              | 5–1 | 468 | 364 | +104 | Torneos Clasificatorios Mundial Femenino 2022 |
| Medalla de bronce                                 | Bélgica              | 4–2 | 445 | 414 | +31  | Torneos Clasificatorios Mundial Femenino 2022 |
| 4º                                                | Bielorrusia          | 3–3 | 373 | 359 | +14  | Torneos Clasificatorios Mundial Femenino 2022 |
| Eliminadas en cuartos de final                    |                      |     |     |     |      |                                               |
| 5º                                                | Bosnia y Herzegovina | 4–2 | 444 | 412 | +32  | Torneos Clasificatorios Mundial Femenino 2022 |
| 6º                                                | Rusia                | 4–2 | 459 | 450 | +9   | Torneos Clasificatorios Mundial Femenino 2022 |
| 7º                                                | España               | 3–3 | 433 | 369 | +64  |                                               |
| 8º                                                | Suecia               | 2–4 | 356 | 397 | -41  |                                               |
| Eliminadas en la clasificación a cuartos de final |                      |     |     |     |      |                                               |
| 9º                                                | Italia               | 2–2 | 281 | 278 | +3   |                                               |
| 10º                                               | Eslovenia            | 2–2 | 295 | 313 | -18  |                                               |
| 11º                                               | Croacia              | 1–3 | 278 | 314 | -36  |                                               |
| 12º                                               | Montenegro           | 1–3 | 257 | 294 | -37  |                                               |
| Eliminadas en fase de grupos                      |                      |     |     |     |      |                                               |
| 13º                                               | Eslovaquia           | 1–2 | 176 | 221 | -45  |                                               |
| 14º                                               | Turquía              | 0–3 | 162 | 199 | -37  |                                               |
| 15º                                               | República Checa      | 0–3 | 176 | 228 | -52  |                                               |
| 16º                                               | Grecia               | 0–3 | 173 | 232 | -59  |                                               |

### Líderes

#### Jugadoras
| Jugadora       | PPP  |
| -------------- | ---- |
| Jonquel Jones  | 24,3 |
| Emma Meesseman | 20,7 |
| Ivana Djokić   | 20,3 |
| Maria Vadeeva  | 18,5 |
| Eva Lisec      | 17,3 |

| Jugadora               | RPP  |
| ---------------------- | ---- |
| Jonquel Jones          | 16,8 |
| Marica Gajić           | 10,3 |
| Raisa Musina           | 10   |
| Maryia Papova          | 10   |
| Anastasiya Verameyenka | 9,3  |

| Jugadora        | APP |
| --------------- | --- |
| Božica Mujović  | 7   |
| Teja Oblak      | 6,8 |
| Nikola Dudášová | 6,7 |
| Elin Eldebrink  | 5,5 |
| Julie Allemand  | 5,3 |

| Jugadora               | TPP |
| ---------------------- | --- |
| Anastasiya Verameyenka | 1,7 |
| Jonquel Jones          | 1,5 |
| Alena Hanušová         | 1,3 |
| Emma Meesseman         | 1   |
| Quanitra Hollingsworth | 1   |

| Jugadora           | SPP |
| ------------------ | --- |
| Veronika Voráčková | 3   |
| Tina Krajišnik     | 2,8 |
| Ivana Djokić       | 2,8 |
| Kim Mestdagh       | 2,7 |
| Marica Gajić       | 2,5 |

| Jugadora               | EPP  |
| ---------------------- | ---- |
| Jonquel Jones          | 33,5 |
| Emma Meesseman         | 28,7 |
| Maria Vadeeva          | 22,2 |
| Anastasiya Verameyenka | 19,5 |
| Sonja Vasić            | 19,2 |

#### Equipos
| Equipo               | PPP  |
| -------------------- | ---- |
| Francia              | 78   |
| Serbia               | 77,7 |
| Rusia                | 76,5 |
| Bélgica              | 74,2 |
| Bosnia y Herzegovina | 74   |

| Equipo               | RPP  |
| -------------------- | ---- |
| Francia              | 44,3 |
| Turquía              | 41   |
| Bosnia y Herzegovina | 40,3 |
| Rusia                | 40,3 |
| Serbia               | 39,3 |

| Equipo    | APP  |
| --------- | ---- |
| Bélgica   | 22,2 |
| España    | 21,5 |
| Francia   | 20,5 |
| Eslovenia | 19,5 |
| Rusia     | 19,2 |

| Equipo          | TPP |
| --------------- | --- |
| República Checa | 3,7 |
| Bielorrusia     | 3,3 |
| Bélgica         | 2,7 |
| Grecia          | 2,3 |
| España          | 2,3 |
| Francia         | 2,3 |

| Equipo    | SPP  |
| --------- | ---- |
| Serbia    | 10,8 |
| España    | 9,8  |
| Italia    | 9    |
| Eslovenia | 8,3  |
| Croacia   | 7,8  |
| Bélgica   | 7,8  |

| Equipo               | EPP  |
| -------------------- | ---- |
| Francia              | 95,5 |
| Serbia               | 91,8 |
| Bélgica              | 89,5 |
| España               | 88,2 |
| Bosnia y Herzegovina | 85,3 |

## Premios y reconocimientos
| Quinteto ideal                                                       |
| -------------------------------------------------------------------- |
| Sonja Vasić Endéné Miyem Emma Meesseman Julie Allemand Jonquel Jones |
| MVP: Sonja Vasić                                                     |